# 킬로토아
킬로토아(스페인어: Quilotoa)는 에콰도르의 안데스산맥에서 가장 서쪽에 위치한 화산으로 물이 고여진 화산호이다. 3 킬로미터 폭의 칼데라는 약 800년 전 대재변의 VEI-6 분화 이후 데이사이트 화산의 붕괴로 형성되었다. 화산 폭발 당시 생성된 화쇄류와 라하르는 태평양에 도달하였고 화산재 퇴적물이 북부 안데스산맥 전역에 공중으로 퍼졌다. 이 마지막 분화는 14,000년의 휴지 기간 뒤에 일어난 1280년 플리니식 분화로 알려져 있다. 일곱 분출 단계 중 네 번째 분출 단계가 수증기마그마였으며, 이것은 화산호가 그 당시에 이미 존재하였음을 나타낸다. 칼데라는 그 이후 250 미터 깊이의 화산호로 축적되었으며, 용해된 광물로 인하여 녹색을 띤다. 호수 바닥에는 분기공이 발견되며, 화산의 동쪽 측면에서 온천이 발생한다.
킬로토아는 인기를 얻고 있는 관광지이다. "정상"(summit, 킬로토아의 작은 마을)까지의 경로는 보통 남쪽으로 17 킬로미터 떨어진 숨바우아에서 전세 트럭이나 버스로 이동하며, 또는 라타쿵가에서 버스로 이동하는 것이 더 일반적이다. 킬로토아 입장료는 인당 미화 2 달러이다. 바로 인근 지역에는 노새와 가이드 등의 서비스를 제공하는 간단한 호스텔이 다수 위치하고 있다. 관광 활동으로 지름 3 킬로미터의 칼데라 주위를 네다섯 시간 정도 걷는다. 칼데라의 둘레는 매우 불규칙하며 세 용암 돔에서 최대 고도가 북위 3,810 미터, 북서위 3,894 미터, 남동위 3,915 미터에 이른다. 10 킬로미터 산행은 모래가 많고 군데군데가 가파르며 특히 안개가 낄 경우 상당히 힘들 수 있다.
전망 지점에서 아래로 30분 정도 걸으며(280미터 수직 오르막길을 다시 오르는 데 한두 시간 소요), 우묵한 지점에 매우 기본적인 오두막이 위치한다. 분화구 아래에서 야영을 할 수 있지만 호스텔에서 판매하는 500 밀리리터 생수병 이외에는 구할 수 있는 식수가 없다.
호수 표면은 해발고도 3,500 미터에 위치한다. 킬로토아 호수에 저장된 총 물의 양은 0.35 세제곱킬로미터이다. 지역 주민에 따르면, 호수의 수위는 지난 10년 동안 서서히 감소하고 있다. 석회화 퇴적물은 호숫가를 따라 2000년을 기준으로 호수 수위에서 최대 10미터까지 발견된다.
킬로토아 마을과 관련 분화구도 킬로토아 루프 내의 인기 있는 목적지로, 마을에서 마을로 이어지는 산행 루트인 킬로토아 트래버스의 공통 출발점이다.

## 같이 보기
- 화산호